# Ляхівка
Ляхівка (біл. вёска Ляхаўка) — село в складі Борисовського району Мінської області, Білорусь. Село підпорядковане Веселівській сільській раді, розташоване в північно-східній частині області.